# Slizoplod

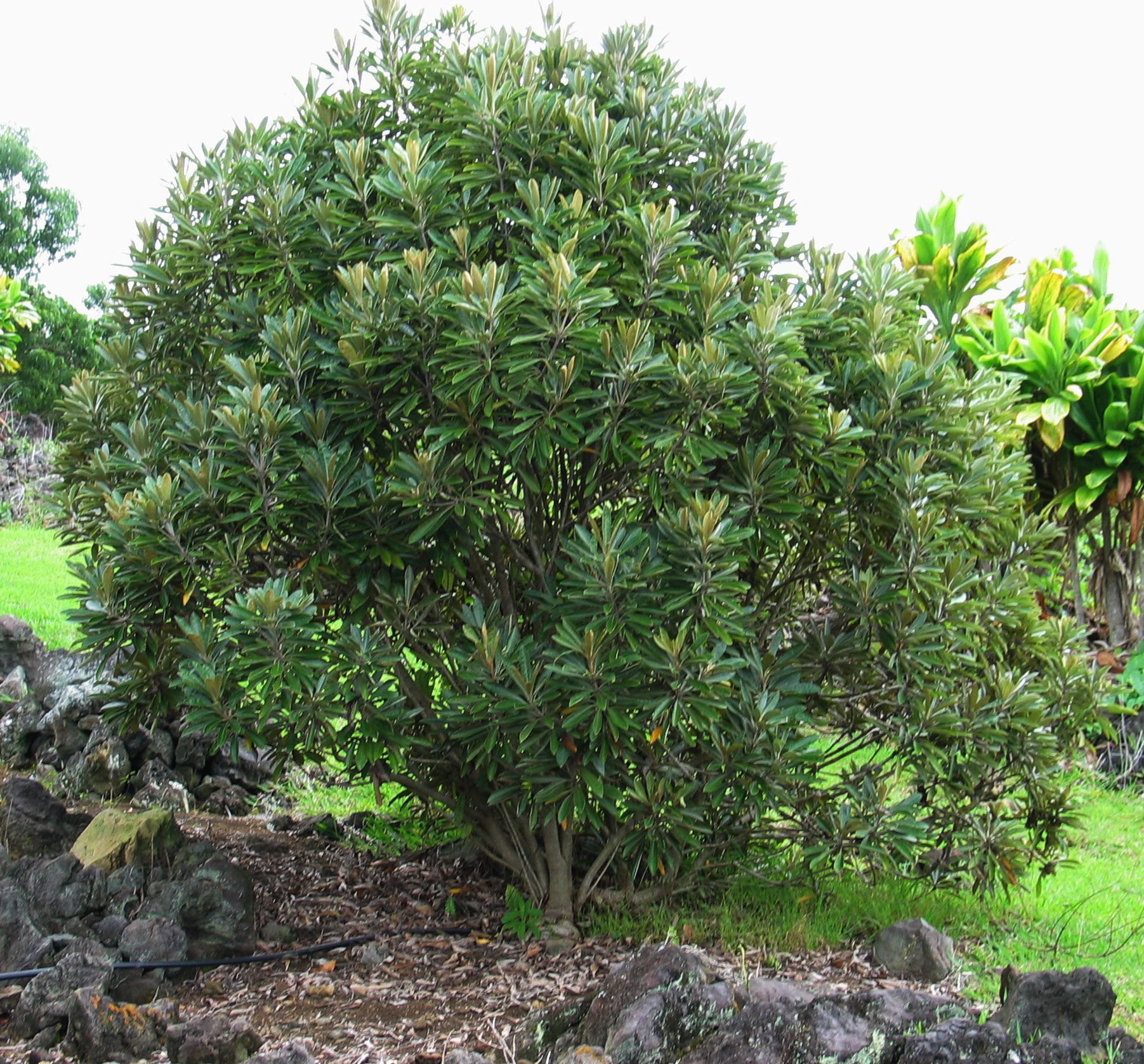
Slizoplod Pittosporum hosmeri

Slizoplod (Pittosporum) je rod rostlin z čeledi slizoplodovité. Jsou to stromy a keře s jednoduchými, zpravidla kožovitými listy a pravidelnými pětičetnými květy. Plodem je pukavá tobolka, semena bývají charakteristicky obalená lepkavou hmotou. Rod zahrnuje asi 200 druhů a je rozšířen v tropech a subtropech Starého světa od Afriky po Japonsko, Austrálii a Tichomoří.
Slizoplody mají význam zejména jako subtropické okrasné dřeviny.
Nejznámějším druhem je slizoplod tobira, druh pocházející z Japonska a běžně pěstovaný v řadě okrasných kultivarů i ve Středomoří. Pěstuje se i celá řada jiných druhů. Plody některých druhů mají význam v domorodé medicíně.

## Popis
Slizoplody jsou stálezelené stromy, keře nebo řidčeji i polokeře, dorůstající výšky od 1 do 20 metrů. Listy jsou jednoduché, střídavé, téměř nebo zcela vstřícné nebo přeslenité, obvykle nahloučené na koncích větévek, bez palistů. Čepele listů jsou zpravidla kožovité, celokrajné nebo se zvlněně zubatým okrajem. Květy jsou převážně oboupohlavné (někdy funkčně jednopohlavné), pravidelné, pětičetné, uspořádané v úžlabních nebo vrcholových okolících, chocholících nebo latách, případně jednotlivé. Kalich bývá krátký a drobný, složený z 5 volných lístků. Korunní lístky jsou volné nebo na bázi srostlé. Tyčinek je 5 a jsou volné. Semeník je svrchní, přisedlý nebo stopkatý, srostlý ze 2 až 3 (řidčeji z 5) plodolistů. Obsahuje jedinou komůrku nebo je jen nedokonale rozdělený na 2 až 5 komůrek. Vajíček může být různý počet, zpravidla jsou četná. Čnělka je krátká, za plodu zpravidla vytrvalá, jednoduchá nebo členěná do 2 až 5 laloků. Plodem je dřevnatá nebo kožovitá, elipsoidní nebo kulovitá tobolka pukající 2 až 5 chlopněmi. Semena jsou obvykle obalená lepkavou nebo slizkou hmotou.

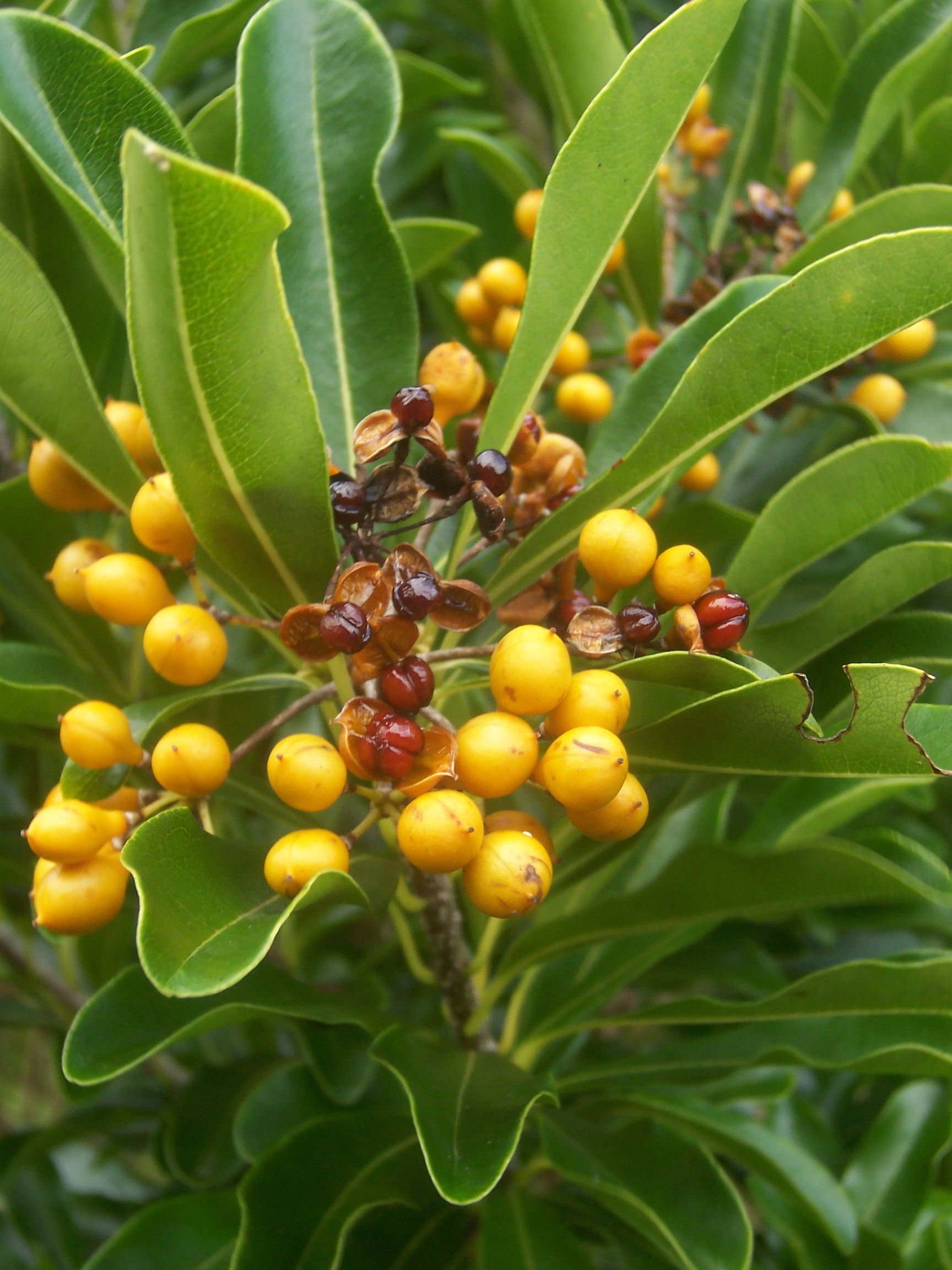
P. balfourii s plody
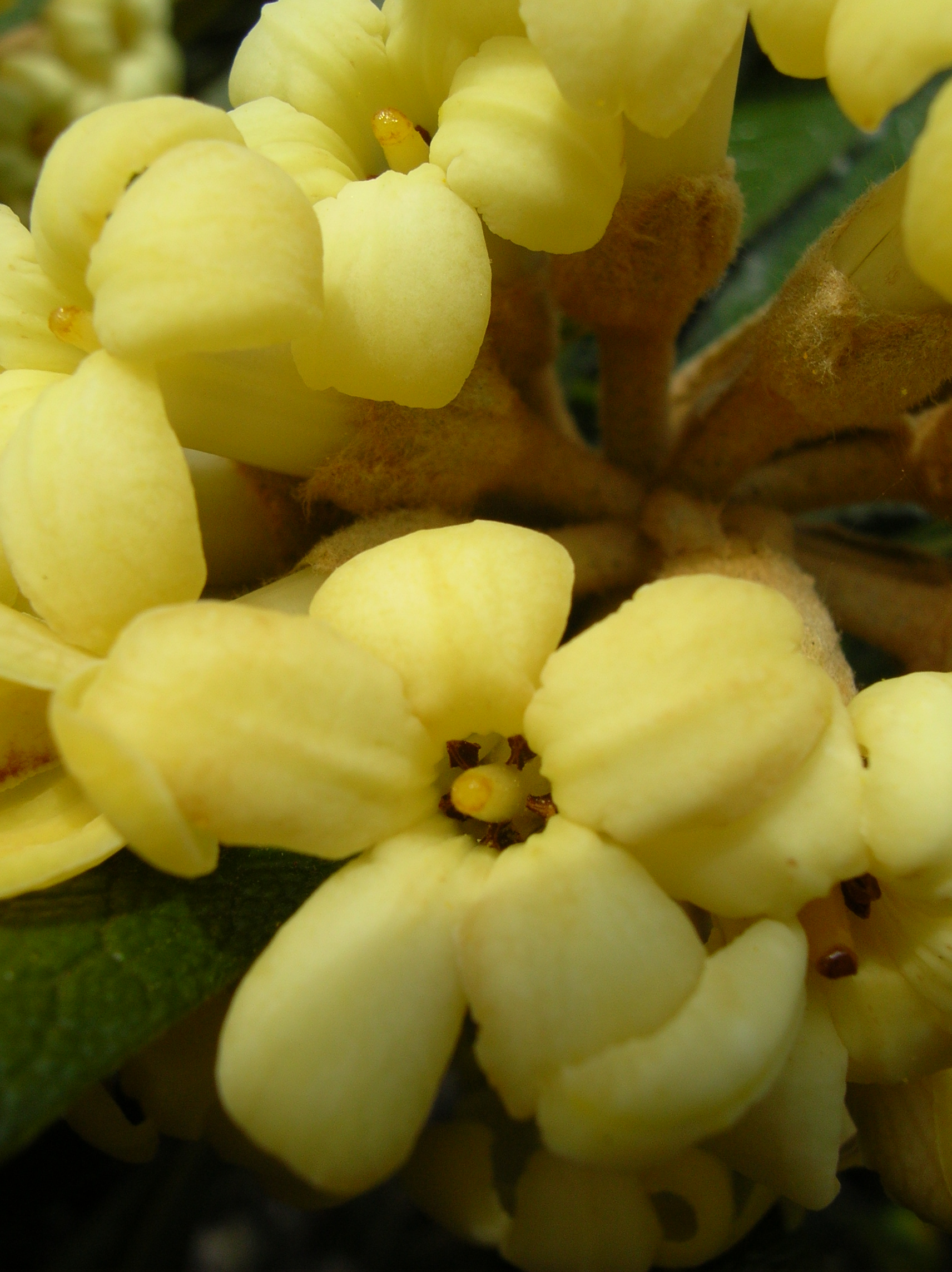
Detail květů P. confertiflorum
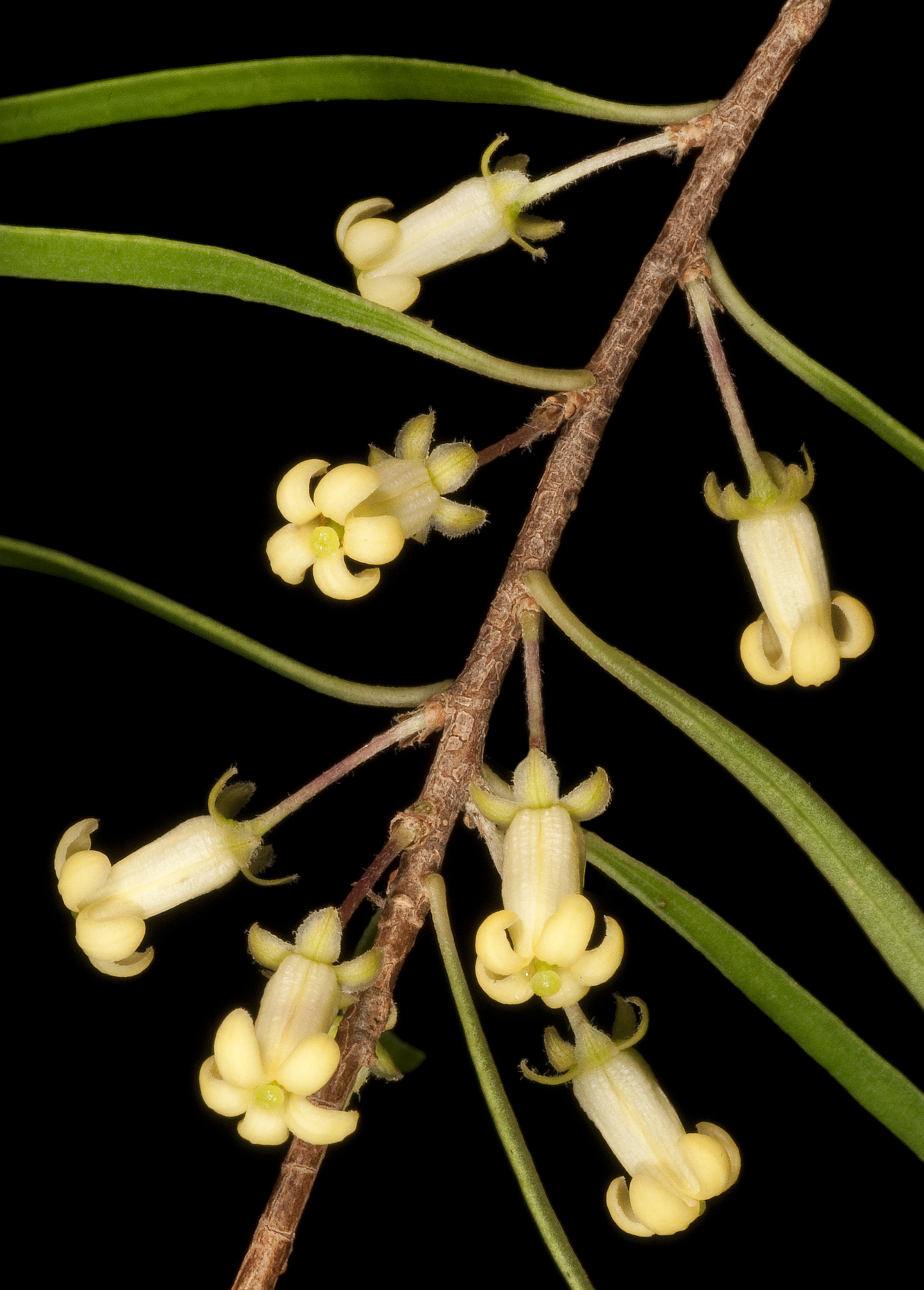
Květenství P. phylliraeoides
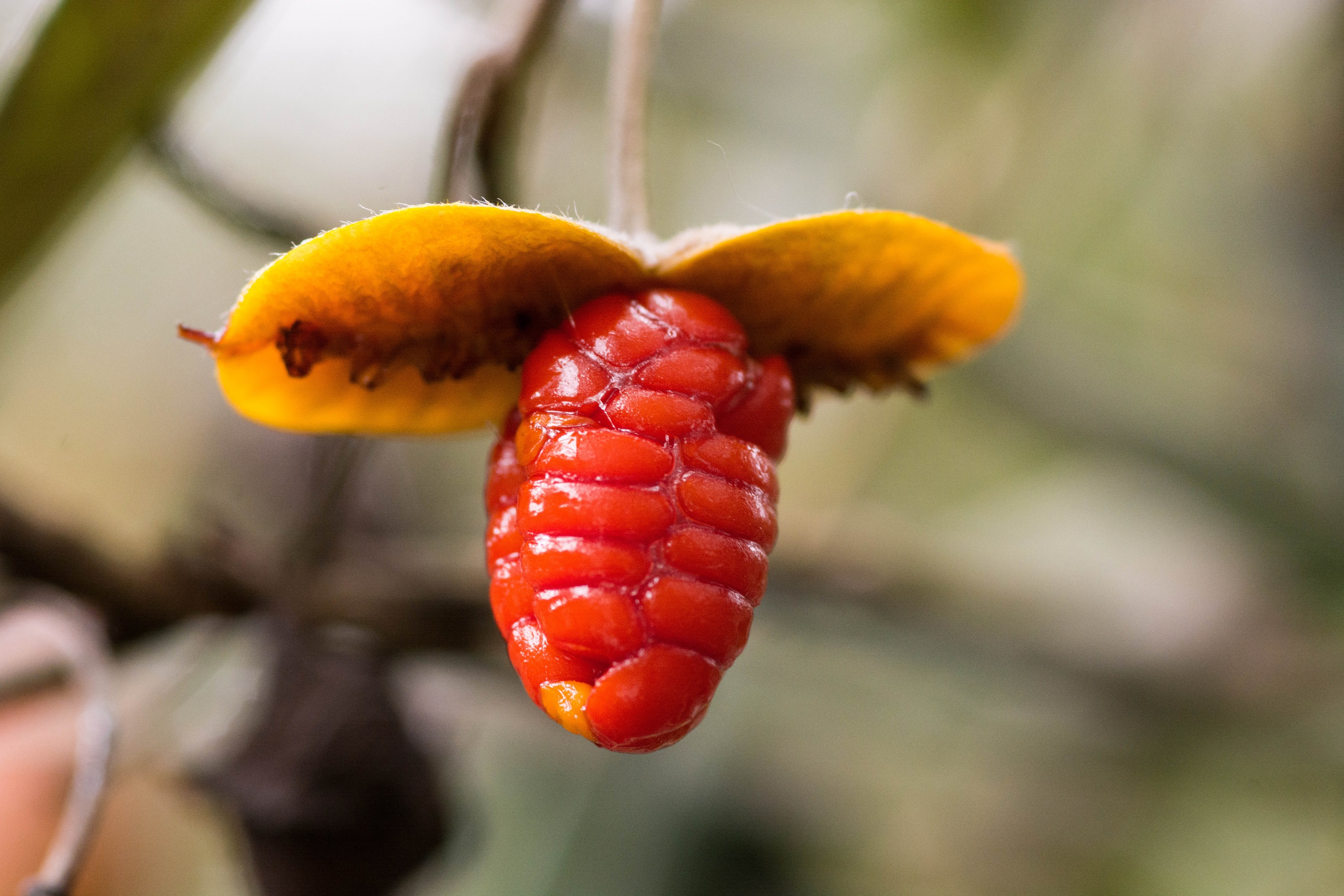
Puklý plod P. bicolor
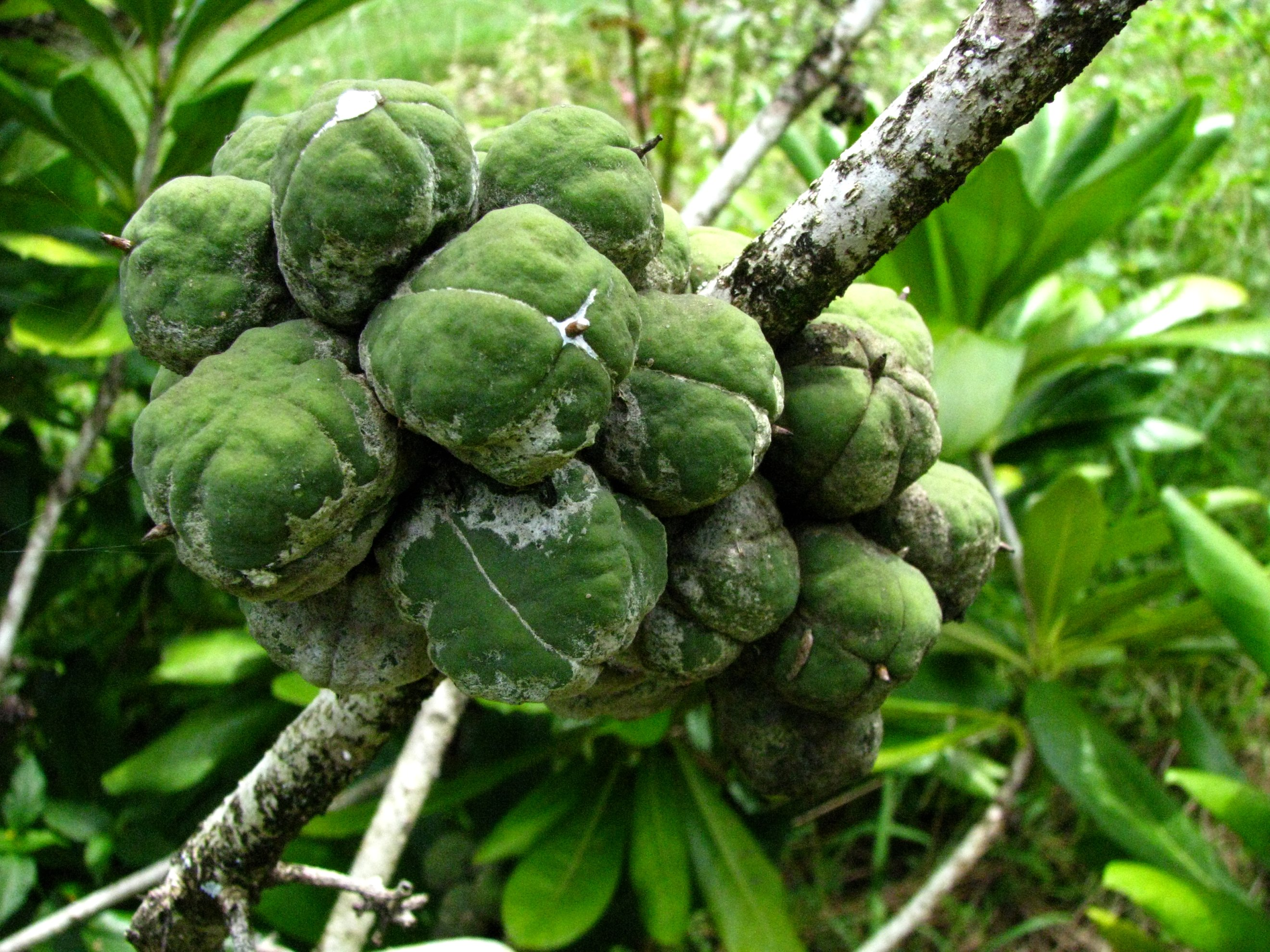
P. napaliense s plody

## Rozšíření
Rod slizoplod zahrnuje asi 200 druhů. Je rozšířen v tropech a subtropech Starého světa od Afriky po východní Asii a přes jihovýchodní Asii, Austrálii a Nový Zéland po Tichomoří včetně Havaje. V Americe se přirozeně nevyskytuje.
V rámci rodu je vysoký endemismus. Z Tichomoří (mimo Novou Kaledonii, kde také roste množství endemických druhů) je uváděno 24 druhů, z toho 32 endemických. Převážná většina tichomořských druhů je svým výskytem omezena na jediný ostrov nebo souostroví. Jedinou výjimkou je druh Pittosporum ferrugineum, rozšířený i v jihovýchodní Asii, Papuasii a v Austrálii.
Z Číny je uváděno 46 druhů, z toho 33 endemických.
Slizoplody jsou rozšířeny v téměř celé subsaharské Africe včetně Madagaskaru, druh P. viridiflorum zasahují i do jižní Arábie a na Sokotru. Druh Pittosporum coriaceum se jako jediný zástupce rodu vyskytuje v Makaronésii, konkrétně na Madeiře. V minulosti rostl i na Kanárských ostrovech, zde však již vymřel.
Slizoplody rostou zejména v horských oblastech. Malajské druhy rostou vesměs v podrostu tropických deštných lesů. Některé druhy mohou růst i jako epifyty. V některých oblastech, např. na Nové Guineji a Borneu, vystupují slizoplody až do subalpínského stupně (okolo 4000 metrů).

## Ekologické interakce
V Austrálii se ve slizoplodech vyvíjejí larvy tesaříka Strongylurus thoracicus a jsou živnými rostlinami modráskovitých motýlů Paralucia pyrodiscus, Paralucia aurifer a Deudorix diovis. Často také hostí červce Icerya purchasi. Tito červci pocházejí z Austrálie a s kulturou citrusů se rozšířili do teplých oblastí celého světa.
Na listech slizoplodů se živí také dospělci i larvy mandelinek rodu Lamprolina.
Na Novém Zélandu se v květech slizoplodů vyvíjejí larvy nosatců Aneuma rubricale a Aneuma fulvipes, zatímco dospělci poškozují listy.

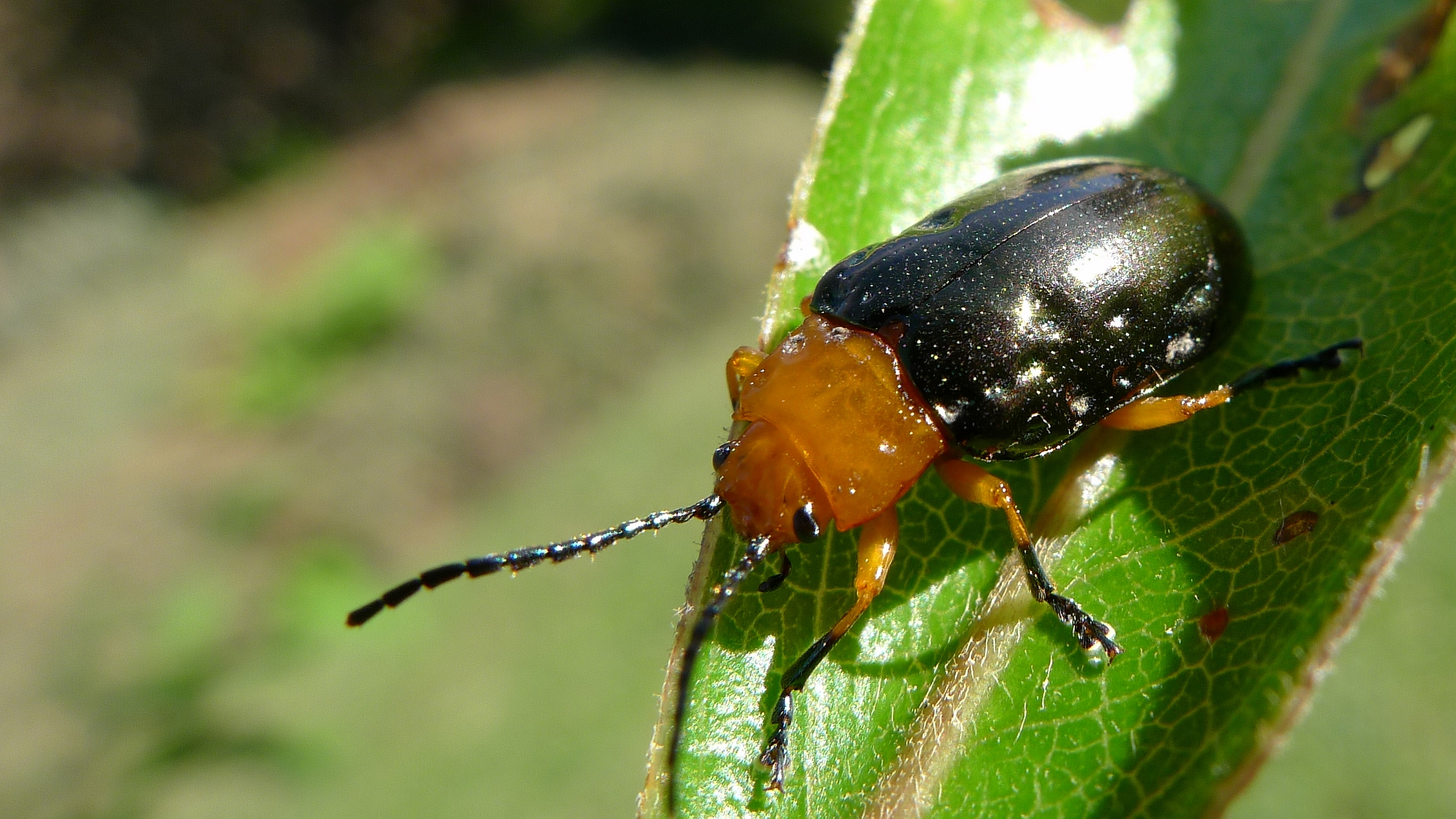
Mandelinka Lamprolina impressicollis na Pittosporum undulatum
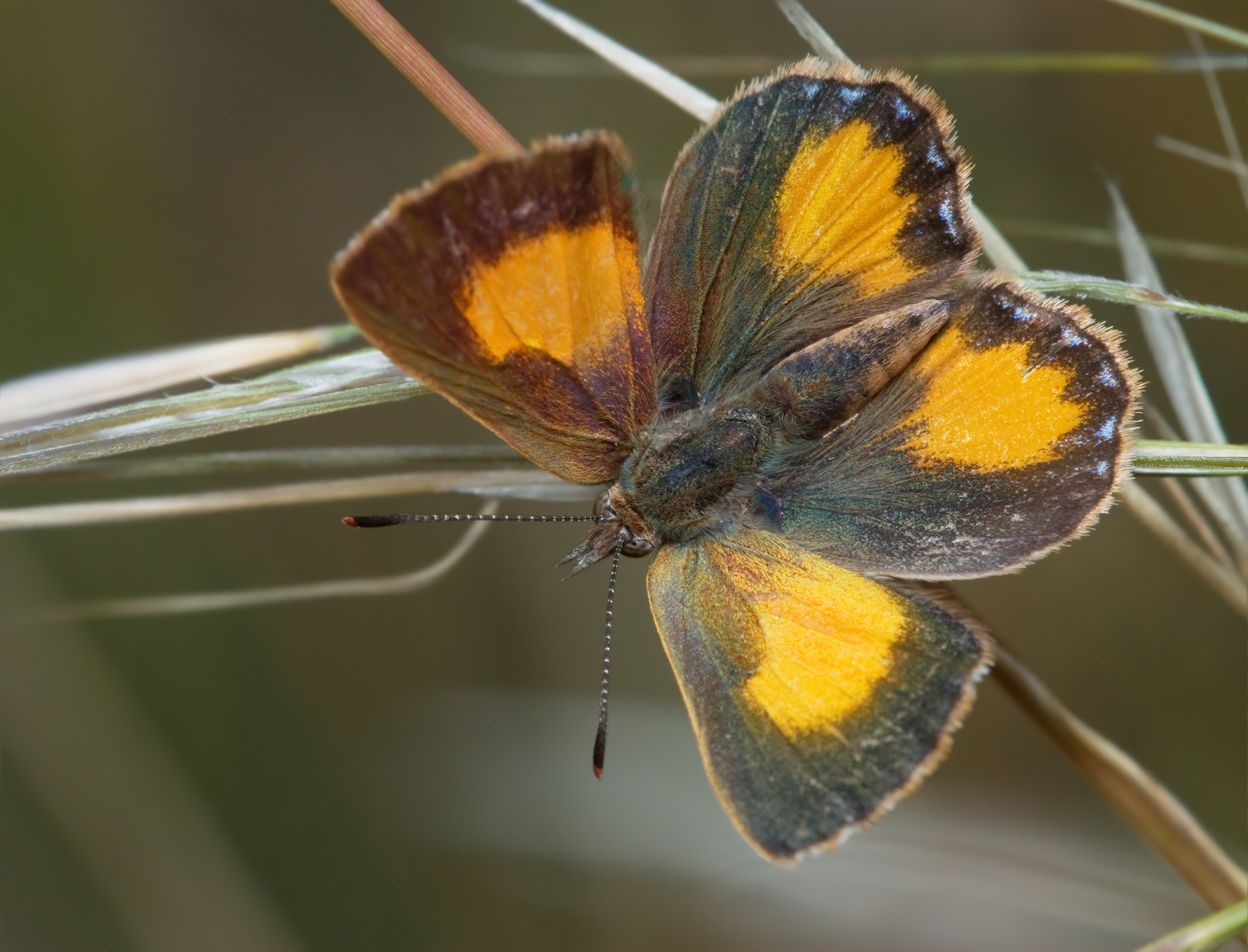
Modráskovitý motýl Paralucia aurifer
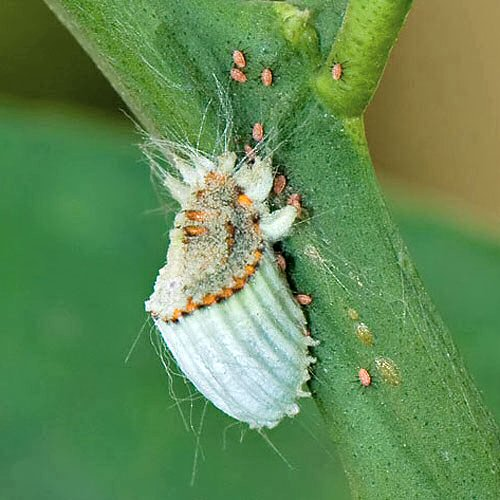
Červec Icerya purchasi
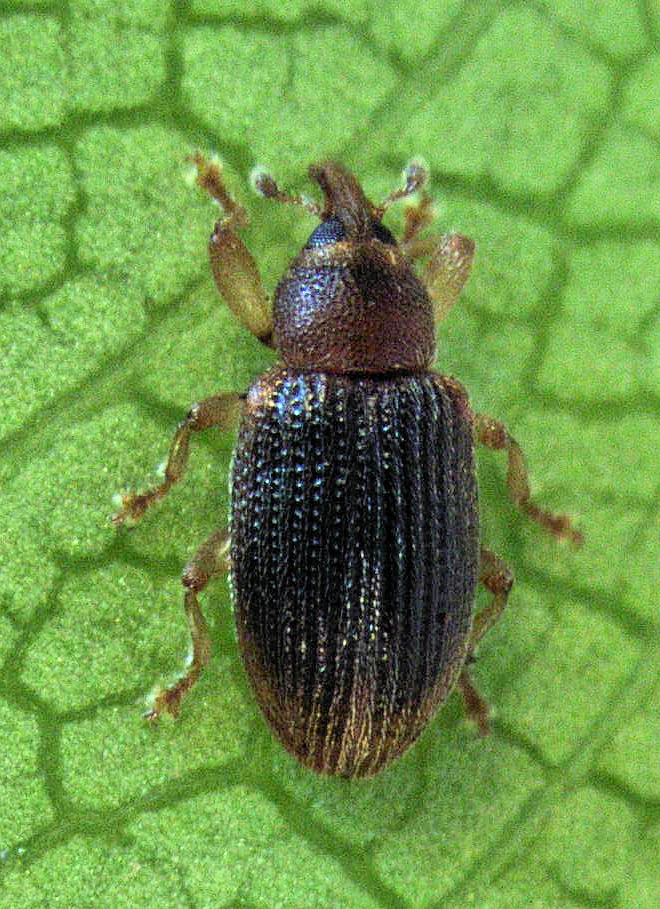
Nosatec Aneuma rubricale

## Obsahové látky a jedovatost
V listech i plodech různých druhů slizoplodů jsou obsaženy hořké saponiny, které při požití rostliny způsobují podráždění trávicího traktu. Otrava se projevuje zejména sliněním, bolestmi břicha a zvracením. Může se objevit i u zvířat, např. u koček okusujících listy.

## Zástupci
- slizoplod tobira (Pittosporum tobira)

## Význam

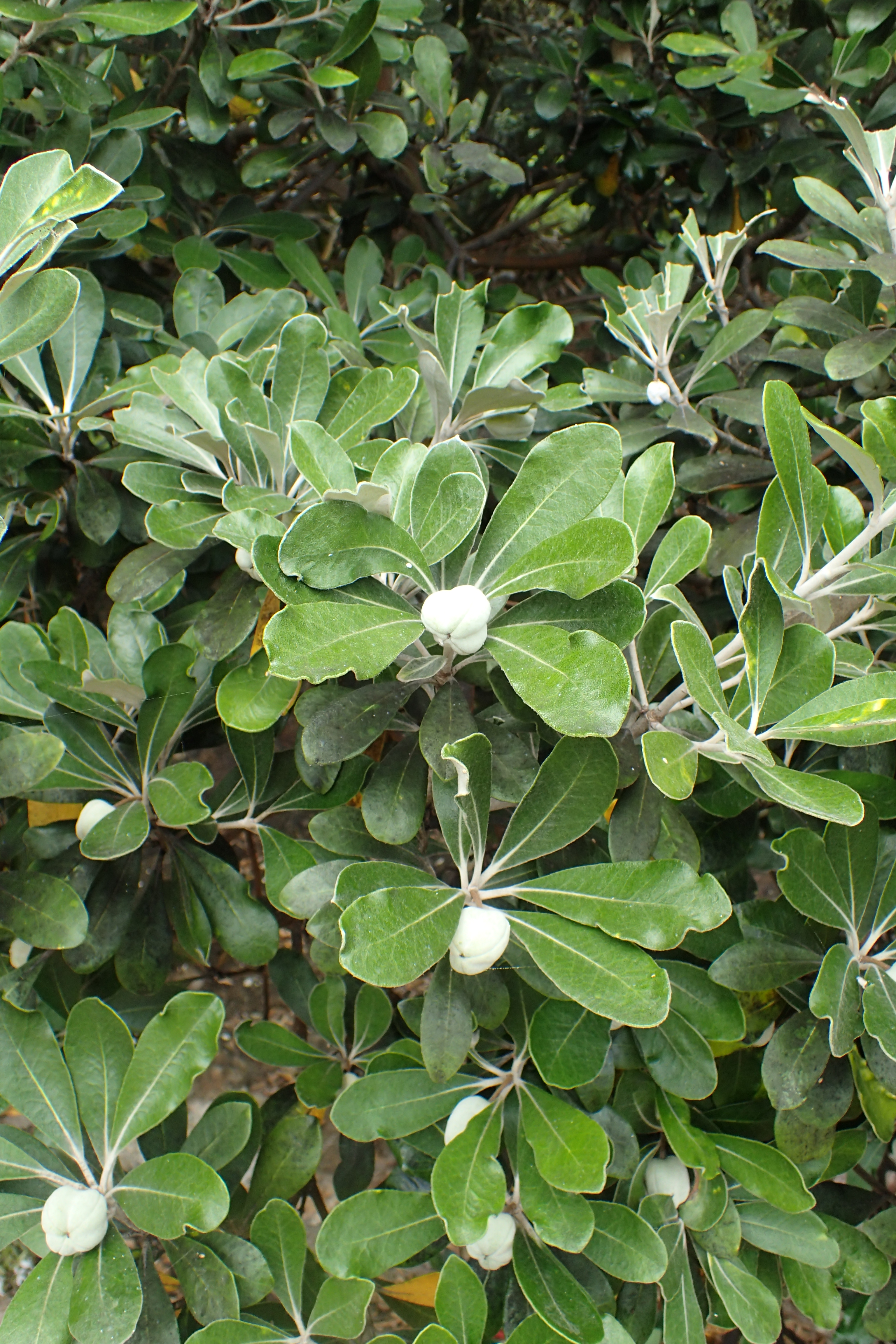
Slizoplod P. crassifolium

Slizoplody jsou zejména v subtropech a teplých oblastech mírného pásu pěstovány jako okrasné dřeviny. Jsou ceněné zejména pro dekorativní olistění a vonné květy, některé druhy jsou ozdobné i plody. Nejčastěji pěstovaným a také nejznámějším druhem, s nímž se lze setkat i v celém Středomoří, je slizoplod tobira, pocházející z Japonska a Koreje. Byly vypěstovány různé okrasné kultivary včetně panašovaných a zakrslých.
Pěstují se také různé jiné druhy, z australských zejména Pittosporum phillyraeoides a P. undulatum, z novozélandských např. P. dalli, P. patulum, P. ralphii, P. eugenioides, P. crassifolium aj. Velmi dekorativní olistění má P. tenuifolium z Nového Zélandu, od něhož existují i kultivary s panašovanými listy.
Kultivar ‘Garnettii’, hybrid mezi Pittosporum ralphii a Pittosporum tenuifolium, má pohledné panašované listy a je komerčně pěstován k řezu a do vazeb.
Z plodů filipínského druhu Pittosporum resiniferum je získáván olej, který filipínští domorodci tradičně používali ke svícení do lamp. Hoří jasným a stálým plamenem. Obsahuje především dihydroterpen a heptan a má poměrně vysoký obsah oktanu. Japonci jej v průběhu 2. světové války používali jako palivo do tanků. Plody voní po petroleji a lze je i zeleném stavu snadno zapálit. Od těchto vlastností je odvozen anglický název dřeviny petroleum nut tree.
Dřevo slizoplodů nemá velký ekonomický význam, není příliš trvanlivé a zpravidla také není k dispozici ve větším množství. Rozdrcené listy a plody P. ferrugineum jsou v Malajsii tradičně využívány jako jed pro lov ryb (tzv. barbasko).
Semena australského druhu P. phillyraeoides jsou velmi hořká, přesto z nich domorodí Aboridžinci připravovali mouku k jídlu.
Plody některých druhů mají význam v domorodé medicíně.

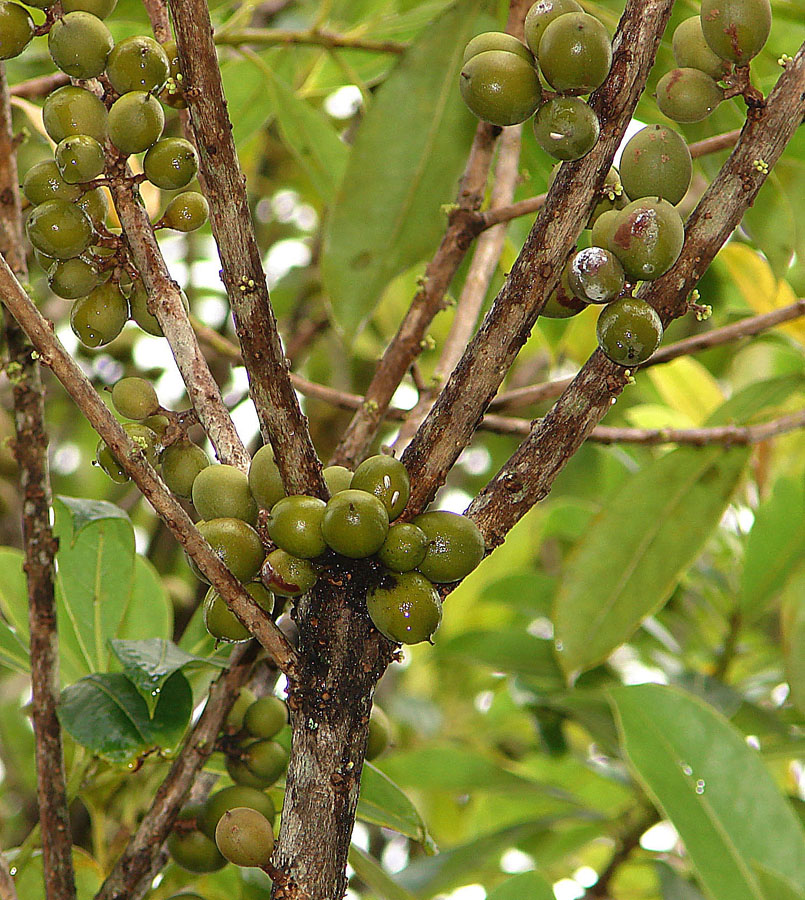
P. resiniferum s plody
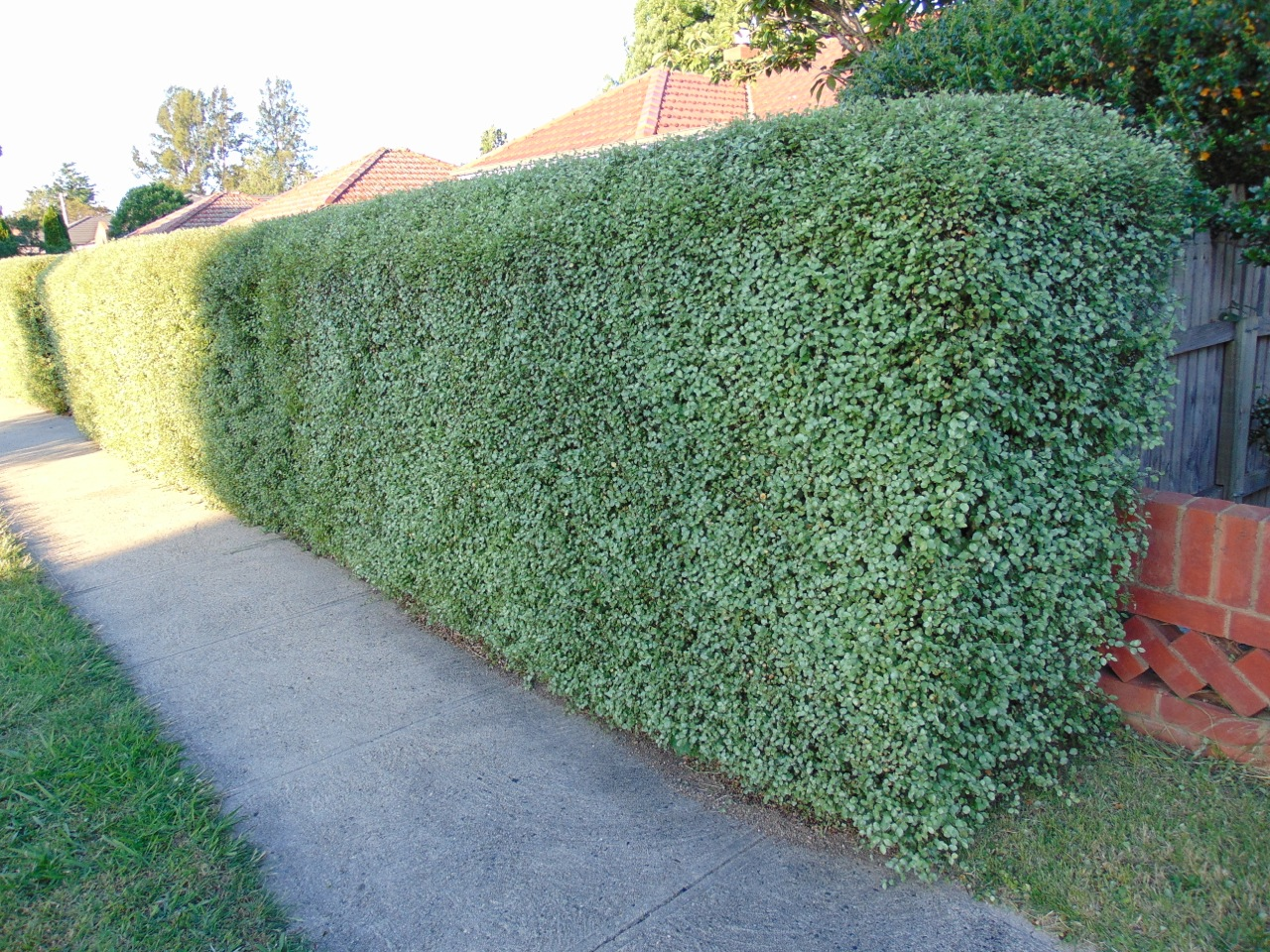
Živý plot z P. tenuifolium 'Silver Sheen'
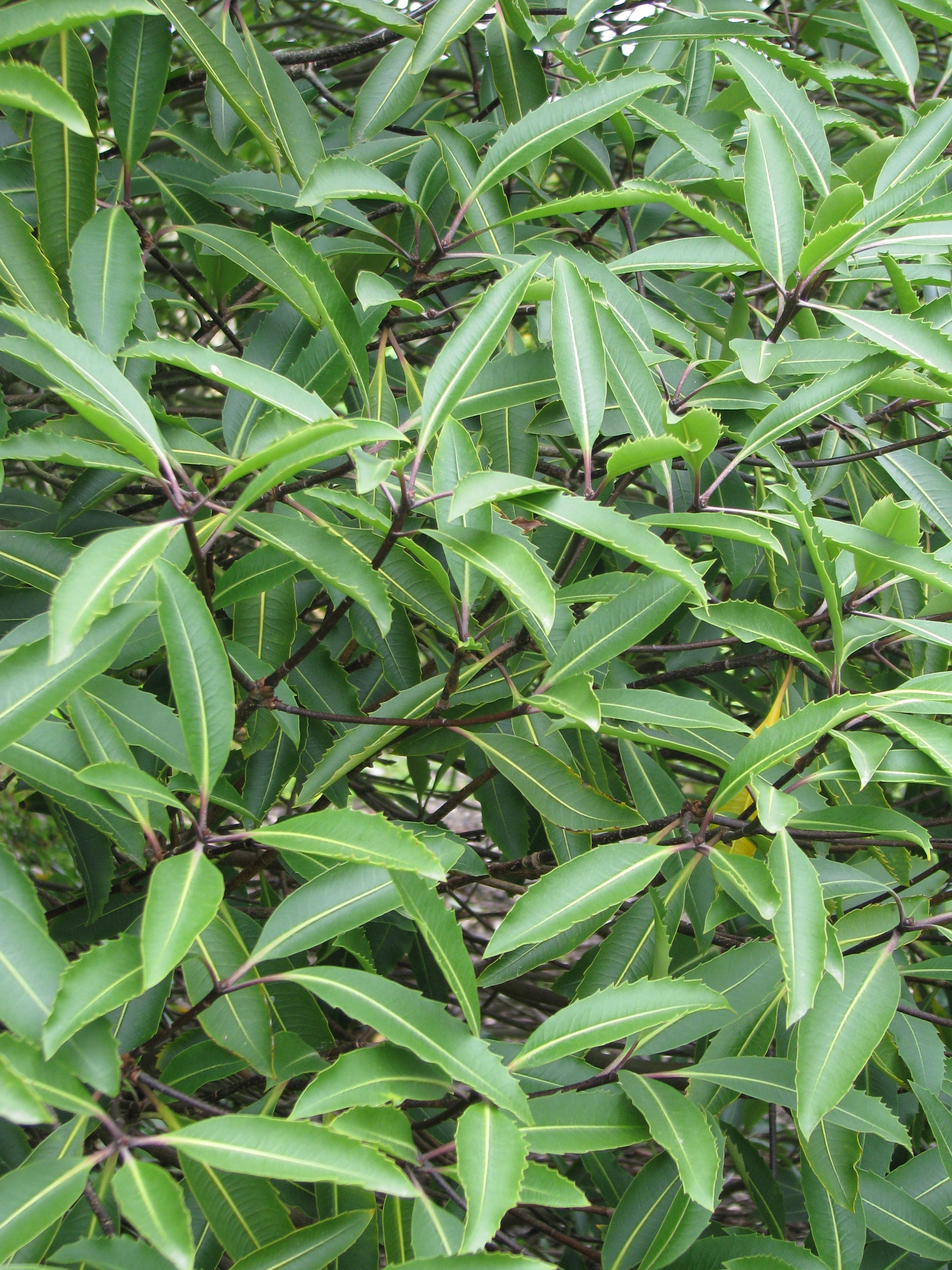
Pittosporum dallii
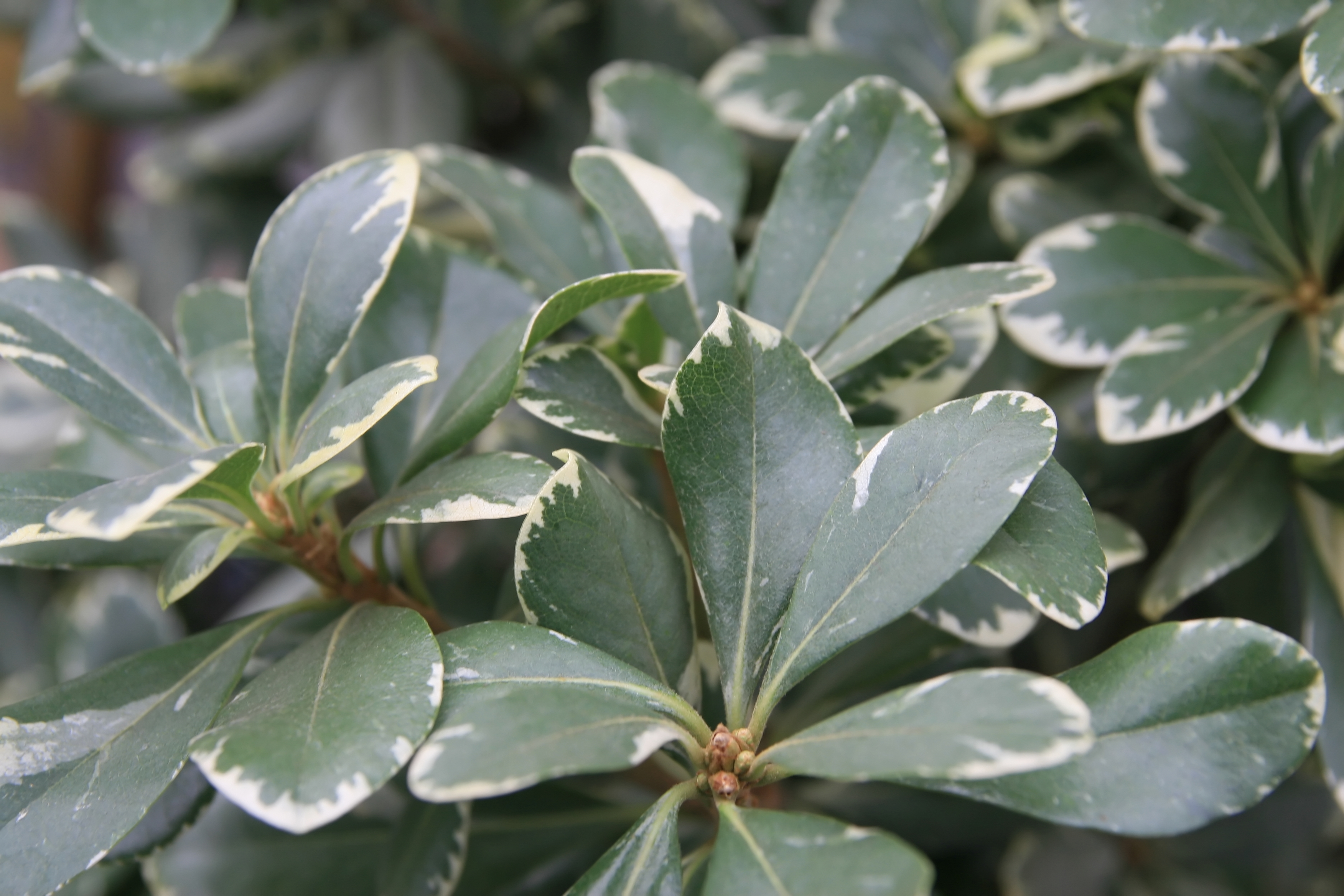
Panašovaný kultivar slizoplodu tobira